# Change Becomes Us
Change Becomes Us è il tredicesimo album studio della band Post-punk inglese Wire, pubblicato il 25 marzo 2013.

## Il disco
Change Becomes Us è il quarto album pubblicato dagli Wire dopo la reunion del 2004. Anche in questo lavoro è assente il chitarrista della formazione originale, Bruce Gilbert, sostituito da Matthew Simms.
Secondo quanto affermato dagli stessi membri della band, le tredici tracce che compongono il disco furono composte durante il biennio 1979/80, dopo la pubblicazione di 154, ma non furono mai incise a causa dello scioglimento del gruppo. Oltre trent'anni dopo, nel 2012, il gruppo ha ripreso tali brani (in molti casi, stando alle parole del frontman Colin Newman, si trattava di abbozzi incompleti, più che di vere e proprie canzoni) cercando di adeguarne il suono all'epoca attuale.

## Accoglienza
Change Becomes Us ha ricevuto recensioni prevalentemente positive da parte della critica specializzata. AllMusic ha assegnato all'album un voto di 4/5, mentre Pitchfork gli ha attribuito un punteggio di 8.2. Il principale motivo di apprezzamento dell'album è la capacità del gruppo di raggiungere un giusto equilibrio tra l'energia Post-punk degli esordi e lo sperimentalismo della maturità.
Tra le critiche negative va ricordata quella di Ondarock, che ha assegnato a Change Becomes Us un punteggio di 5.5 affermando che il recupero di pezzi inediti risalenti a 30 anni prima sia una sconfitta artistica per un gruppo avanguardista come i Wire.

## Tracce
1. Doubles & Trebles - 3:50
2. Keep Exhaling - 1:39
3. Adore Your Island - 2:45
4. Re-Invent Your Second Wheel - 3:45
5. Stealth Of A Stork -1:54
6. B/W Silence - 4:40
7. Time Lock Fog - 5:45
8. Magic Bullet - 3:41
9. Eels Sang - 2:15
10. Love Bends - 4:01
11. As We Go - 4:36
12. & Much Besides - 6:12
13. Attractive Space - 3:33

## Formazione
- Colin Newman - voce e chitarra
- Matthew Simms - chitarra
- Graham Lewis - voce e basso
- Robert Grey - batteria